# 2BK Arkitekter
2BK Arkitekter är en svensk arkitektbyrå med kontor i centrala Stockholm. Bolaget grundades 1999 under namnet A1 Arkitekter. År 2013 ändrades namnet till 2BK Arkitekter under ledning av de svenska arkitekterna Leif Brodersen, Per Kraft och Svante Bengtsson. Arkitektbyrån har 2019 cirka 20 medarbetare.

## Projekt
2BK Arkitekter har exempelvis ritat lokaler för Danshögskolan på KTH Campus i Stockholm, konsthallen Accelerator för konst, vetenskap och samhällsfrågor på Stockholms universitet samt tillsammans med samhällsbyggnadskontoret i Umeå vunnit Sveriges Arkitekters planpris 2012 för den fördjupande hållbara översiktsplanen för centrala Umeå. Under namnet A1 Arkitekter AB blev kontoret nominerade till Sveriges Arkitekters planpris 2006 för stadsvisionen i Sundsvall  samt vann priset Bästa Färgmiljö år 2001 från Målaremästarna för ombyggnationen av skofabriken Lundhags Skomakarna i Järpen, Jämtland. 2BK Arkitekter har även ritat och designat vindsvåningar, lägenheter, parhusområden och villor runt om i Sverige.